# Hyadina pullipes
Hyadina pullipes är en tvåvingeart som beskrevs av Cresson 1930. Hyadina pullipes ingår i släktet Hyadina och familjen vattenflugor. Inga underarter finns listade i Catalogue of Life.